# 天愛苑

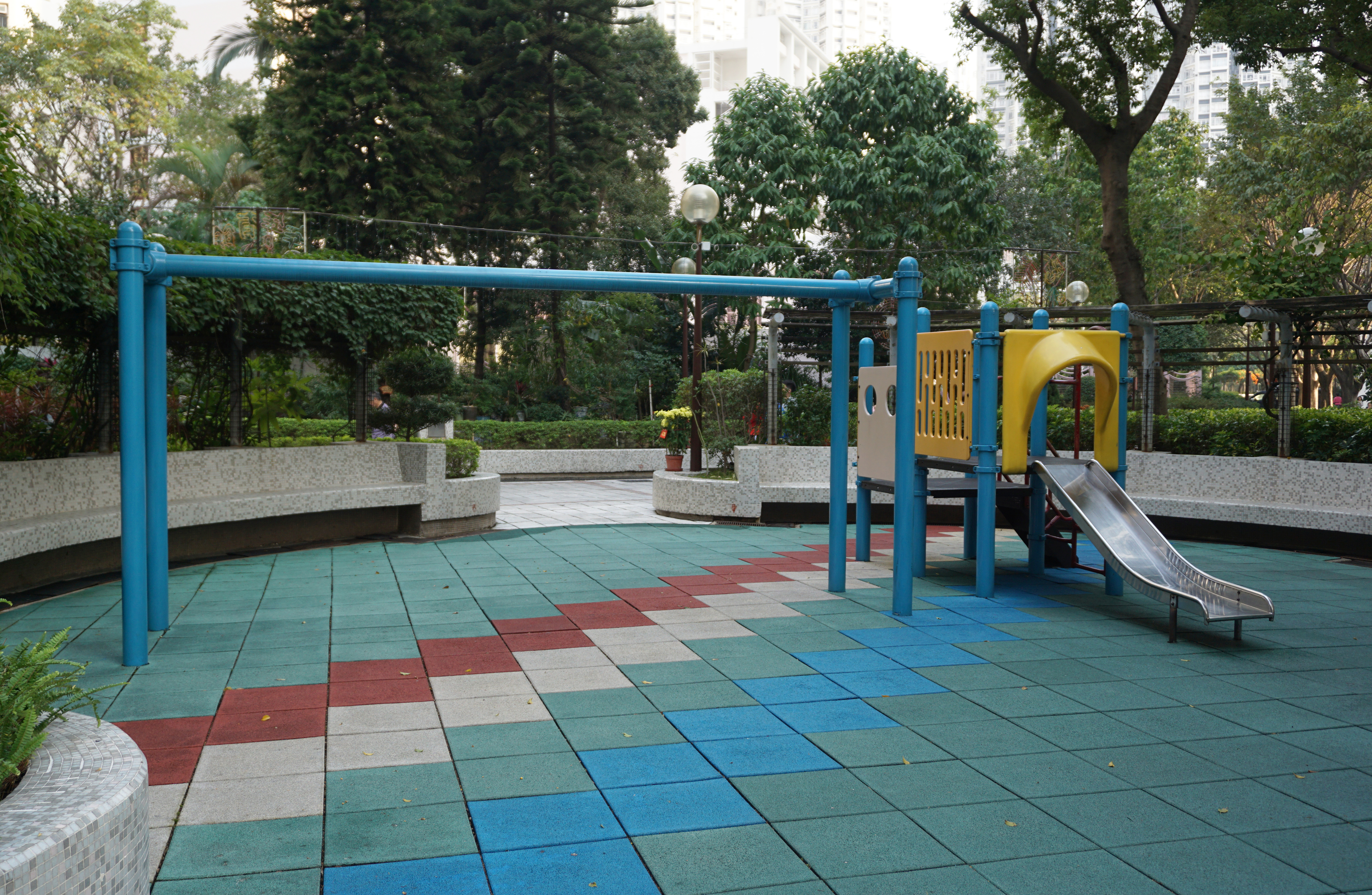
兒童遊樂場

天愛苑（英語：Tin Oi Court）為香港房屋委員會建成的居者有其屋屋苑，位於香港新界元朗區天水圍新市鎮天水圍市地段第13號，連同同屬天瑞邨4期內的出租座別由祥記馮祥興建，於1993年8月落成，同年10月28日入伙。

## 屋苑資料

### 樓宇
| 樓宇名稱（座號）      | 樓宇類型                      | 落成年份 | 層數 | 每層伙數 | 單位總數（伙） | 承建商   | 提供升降機的廠商 | 原屬樓宇     |
| --------------------- | ----------------------------- | -------- | ---- | -------- | -------------- | -------- | ---------------- | ------------ |
| 愛潮閣（第13座／A座） | 和諧一型第一代 （第四款設計） | 1993年   | 38   | 16       | 608            | 祥記馮祥 | 迅達             | 天瑞邨瑞愛樓 |
| 愛濤閣（第14座／B座） | 和諧一型第一代 （第四款設計） | 1993年   | 38   | 16       | 608            | 祥記馮祥 | 迅達             | 天瑞邨瑞逸樓 |

（註：發展計劃內的愛潮閣與愛濤閣原為天瑞邨第13及14座，屬該邨第四期的其中一個部份。上述座號是以房屋署Estate Property的記錄為依歸。）
在以上樓宇中，A座原擬於出售公屋計劃發售，後來撥入居者有其屋計劃發售，並只供綠表人士及已納入整體重建計劃屋邨的住戶購買。
天愛苑內設有兩個小型的兒童遊樂場及一個涼亭。而屋苑附近有兩間幼稚園、一間小學、天瑞體育館、天瑞路公園、天水圍河及天瑞商場。天水圍河附近設有單車徑和緩步徑供居民使用。
天瑞停車場設有509個泊車位，當中預留122個泊車位供天愛苑居民和訪客使用。

## 鄰近建築
- 天瑞邨
- 嘉湖山莊樂湖居
- 輕鐵天瑞站、樂湖站
- 天瑞體育館
- 天瑞社區中心
- 天瑞商場
- 天水圍公園
- 嘉湖新北江商場

## 外部連結
- 房委會天愛苑資料 （页面存档备份，存于）
- 房屋